# Kanton Gradignan
Der Kanton Gradignan war von 1982 bis 2015 ein französischer Wahlkreis im Arrondissement Bordeaux im Département Gironde in der Region Aquitanien. Hauptort war die Gemeinde Gradignan. Die Fläche des Kantons betrug 127,34 km². Der Kanton Gradignan vereinte drei Gemeinden und zählte 45.496 Einwohner (Stand: 1. Januar 2012).

## Gemeinden
| Gemeinde  | Einwohnerzahl | Postleitzahl | Code INSEE |
| --------- | ------------- | ------------ | ---------- |
| Canéjan   | 5114          | 33610        | 33090      |
| Cestas    | 16.927        | 33610        | 33122      |
| Gradignan | 22.193        | 33170        | 33192      |